# Brzeźnica Bychawska (mijanka)
Brzeźnica Bychawska – mijanka kolejowa we wsi Brzeźnica Bychawska, w powiecie lubartowskim, w województwie lubelskim, położona w km 67,947 linii kolejowej nr 30.

## Historia
Od momentu powstania do końca dwudziestego wieku funkcjonowała tu stacja kolejowa, a następnie mijanka i przystanek osobowy.
W latach 2013-2020 po reaktywacji ruchu regionalnego z Parczewa do Lublina, w obrębie nieczynnej mijanki funkcjonował tymczasowy peron o długości 50 m.
W 2017 roku mijankę odbudowano i przywrócono do ruchu. Głównym celem było zwiększenie przepustowości linii kolejowej nr 30, przejmującej dodatkowy ruch pociągów towarowych i pasażerskich z zamkniętej na czas modernizacji linii nr 7 Warszawa – Lublin.
W 2021 roku, po kolejnej przebudowie oraz wybudowaniu nowego peronu po drugiej stronie drogi powiatowej, nastąpiło formalne oddzielenie mijanki od znajdującego w odległości 600 m przystanku Brzeźnica Bychawska.

## Parametry techniczne
Mijanka posiada dwa tory o długości około 700 metrów. Wyposażona jest w semafory świetlne, oświetlenie oraz monitoring. Sterowanie odbywa się zdalnie z Lokalnego Centrum Sterowania w Lubartowie.

## Galeria

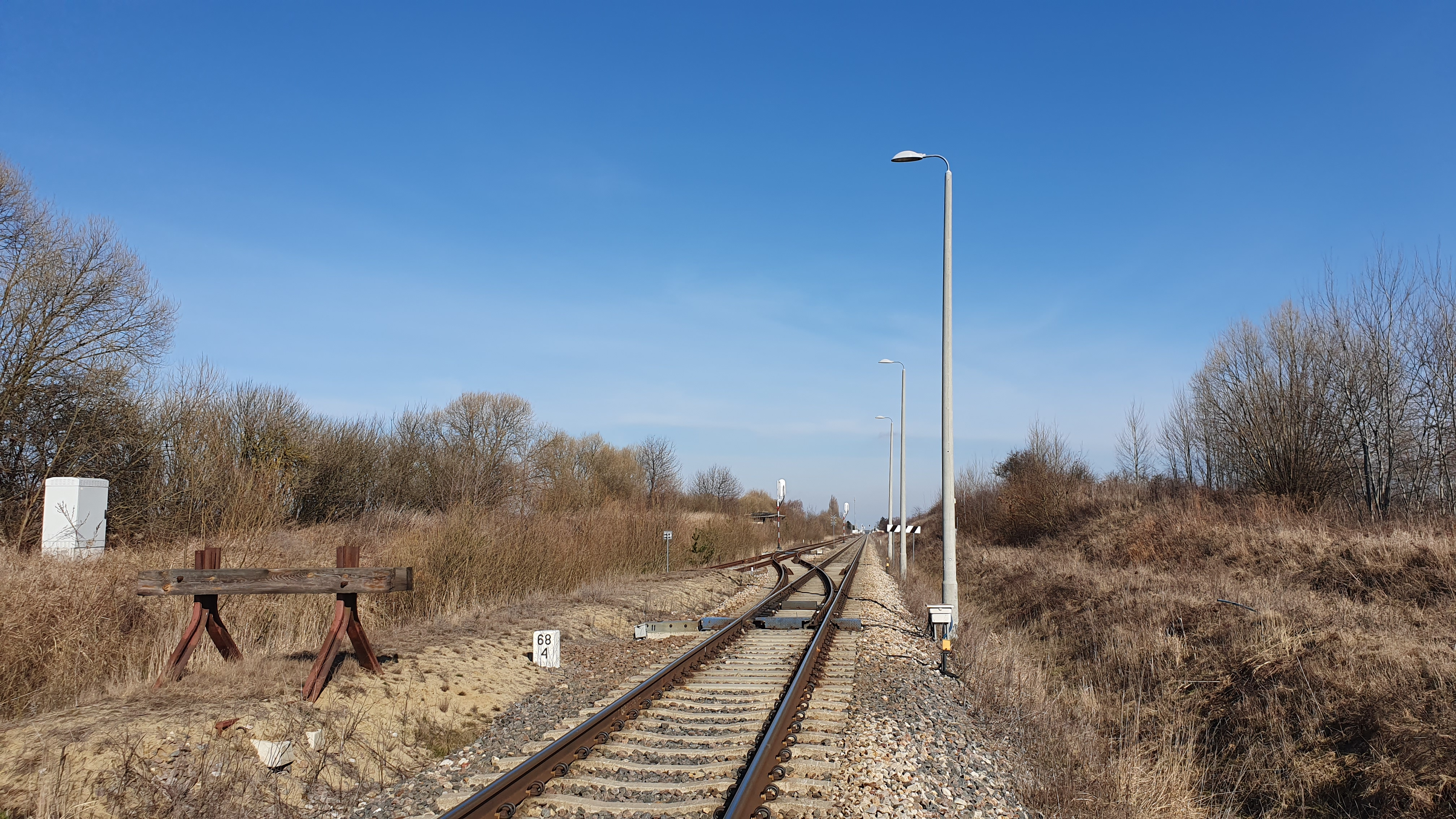
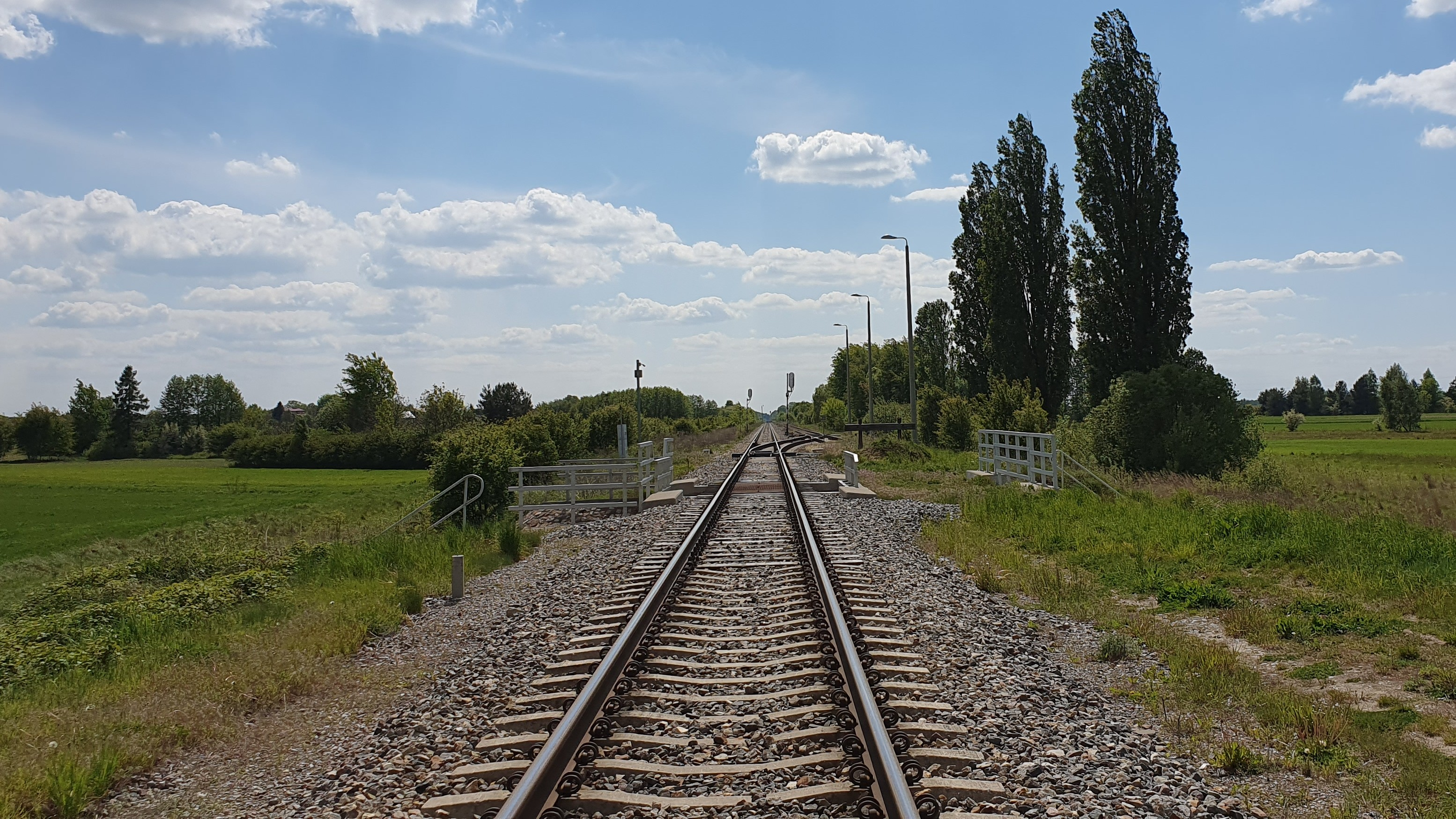